# رئيس الديوان الملكي الهاشمي
رئيس الديوان الملكي الهاشمي هو ثالث المناصب القيادية في الدولة الأردنية، وتفاوتت أهمية هذا المنصب بين المضمون السياسي وتسيير الشؤون الإدارية بصفته حلقة وصل بين الملك والشعب.
كثيرا ما يكلف الملك رئيس الديوان الملكي بمهمات إدارية وخدمية، في حين أنيطت بوزير البلاط صلاحيات سياسية، ووصلت الأمور في بعض الأحيان إلى حد إلغاء هذا المنصب في فترات متباعدة ليتم الاكتفاء بمنصب وزير البلاط الملكي فقط، وعلى مدى تاريخ الديوان الملكي الهاشمي الطويل فإن رئيس الديوان الملكي الهاشمي يحتل موقعا مهما جدا في الدولة الأردنية، باعتباره من أهم مساعدي الملك ومن خاصته، وإلى جانب تقديم مشورته للملك، فهو يرافقه في الكثير من جولاته داخل الوطن وخارجه، ويدون ما يتعلق بذلك، ويكلف رئيس الديوان الملكي بنقل الرسائل الملكية إلى قادة الدول الأخرى، ويشارك في صياغة السياسة الخارجية عبر تقديم المشورة وفي كثير من الأحيان يصبح رئيس الديوان الملكي رئيسا للوزراء وربما العكس، إذ نجد ثلاث عشرة شخصية من رؤساء الديوان الملكي قد شكلوا الحكومة الأردنية وهم :
- بهجت التلهوني .
- حسين بن ناصر.
- وصفي التل.
- زيد الرفاعي.
- أحمد طوقان .
- مضر بدران.
- عبد الحميد شرف.
- أحمد اللوزي.
- زيد بن شاكر.
- فايز الطراونة.
- عبد الكريم الكباريتى.
- فيصل الفايز.
- سمير الرفاعي

وعلى مدى تاريخ الدولة الأردنية، يتم اختيار رئيس الديوان الملكي من الشخصيات السياسية والعسكرية، أو الإدارية المرموقة في البلاد. كما يتم اختياره من قبل الملك، ويعين رئيس الديوان الملكي بإرادة ملكية سامية، وتقبل استقالته بإرادة ملكية سامية أيضا.
و لم يكن جميع من تولى هذا المنصب أردنيون، فقد تولاه ثماني شخصيات عربية غير أردنية هم:
- عوني عبد الهادي - فلسطيني.
- عادل ارسلان - لبناني.
- محمد الأنسي - لبناني.( وقيل سوري )
- حامد الوادي - عراقي.
- فؤاد الخطيب - لبناني.
- أحمد علوي السقاف - سعودي.
- محمد الشريقي - سوري.
- حسين سراج - سعودي.

كما تولى هذا المنصب أربع شخصيات من الأسرة الملكية الهاشمية، وهم:
1 - الأمير جميل بن ناصر.
2 - الشريف حسين بن ناصر.
3 - الشريف عبد الحميد شرف.
4 - الشريف (الأمير) زيد بن شاكر.
كما تولى البعض هذا المنصب أكثر من مرة، كما يأتي:
- من تولى هذا المنصب أربع مرات واحد فقط وهو :

1. - السيد بهجت التلهوني.

- من تولى هذا المنصب ثلاث مرات ثلاثة هم:

1. الشريف حسين بن ناصر.
2. الشريف (الأمير) زيد بن شاكر.
3. فايز الطراونة

- من تولى هذا المنصب مرتين سبعة وهم:

1. محمد الأنسي.
2. عبد الرحمن خليفة.
3. أحمد الطراونة .
4. أحمد طوقان .
5. عدنان أبو عودة.
6. مضر بدران .
7. مروان القاسم.

- ممن تولى هذا المنصب لمرة واحدة فقط بلغ عددهم ستة وعشرون وهم:

1. عوني عبد الهادي.
2. عادل ارسلان.
3. حامد الوادي.
4. فؤاد الخطيب (بالوكالة).
5. محمد المحسين.
6. الأمير جميل بن ناصر.
7. هاشم خير
8. أحمد علوي السقاف.
9. محمد الشريقي.
10. حسين سراج.
11. فرحان شبيلات.
12. وصفي التل.
13. زيد الرفاعي .
14. الشريف عبد الحميد شرف.
15. أحمد اللوزي .
16. ذوقان الهنداوي .
17. د. خالد الكركي.
18. عون الخصاونة.
19. جواد العناني.
20. عبد الكريم الكباريتي.
21. يوسف الدلابيح.
22. سمير زيد الرفاعي.
23. فيصل الفايز.
24. سالم الترك.
25. باسم عوض الله
26. ناصر اللوزي.[1]

## روابط خارجية
- الموقع الرسمي للديوان الملكي